# Strausberger Platz (metropolitana di Berlino)
Strausberger Platz è una stazione della linea U5 della metropolitana di Berlino, situata sotto la Karl-Marx-Allee ad est dell'omonima piazza.
Le entrate della stazione, integrate negli edifici della Karl-Marx-Allee, sono poste sotto tutela monumentale (Denkmalschutz).